# 竜王山 (山口県)
竜王山（りゅうおうざん）は、山口県山陽小野田市大字小野田字大浜刈屋にある山である。

## 概要
瀬戸内海に突き出す形でそびえ立っており、本山半島の北半分を占める。南の金比羅山（118メートル）と北の番屋ヶ岳（136メートル）から成り、頂上は面積約 50 ha の竜王山公園として整備されている。頂上からは360度の眺めを望むことができ、特に夕方の瀬戸内海に沈む夕日と夜の山陽小野田市・宇部市の工業地帯による夜景が特徴である。せとうち夢海道50景、日本の夕陽百選、新日本夜景100選、日本夜景遺産にも選ばれている。
園内には約10,000本のサクラ（ソメイヨシノ、ヤマザクラ、ヤエザクラなど）が植樹されており、毎年春には「さくらまつり」が開催されるなど、桜の名所としても知られている。このほか、約5,500本のツツジやモミジなどが植樹されている。また、山の中腹にはオートキャンプ場が整備されている。

## 歴史
山名は、この地の豪族厚東氏が弘安3年に風鎮のために、南の金比羅山に綿津見大神を祀った八大龍王宮を建立したことに由来すると言われる。また、この山に住んでいた悪龍に困った住人が海神に祈願したところ天地晦冥が起こり、翌朝海辺で龍の死骸が発見されたので住人が八大龍王宮に葬ったという伝承もある。
この山の近辺は須恵器の産地であり大小50あまりの古墳群があったが、昭和初期の造成、開発により姿を消している。
- 2001年（平成13年） - 日本の夕陽百選に登録。
- 2004年（平成16年）8月 - 新日本夜景100選に登録。
- 2010年（平成22年）8月 - 日本夜景遺産に登録。

## 交通アクセス
鉄道
- JR小野田線浜河内駅から徒歩20分。

バス
- 船木鉄道「きらら交流館前」バス停から徒歩20分。

車
- 山陽自動車道小野田ICから10km、20分。
- 山口県道354号妻崎開作小野田線そば。

## 放送送信施設

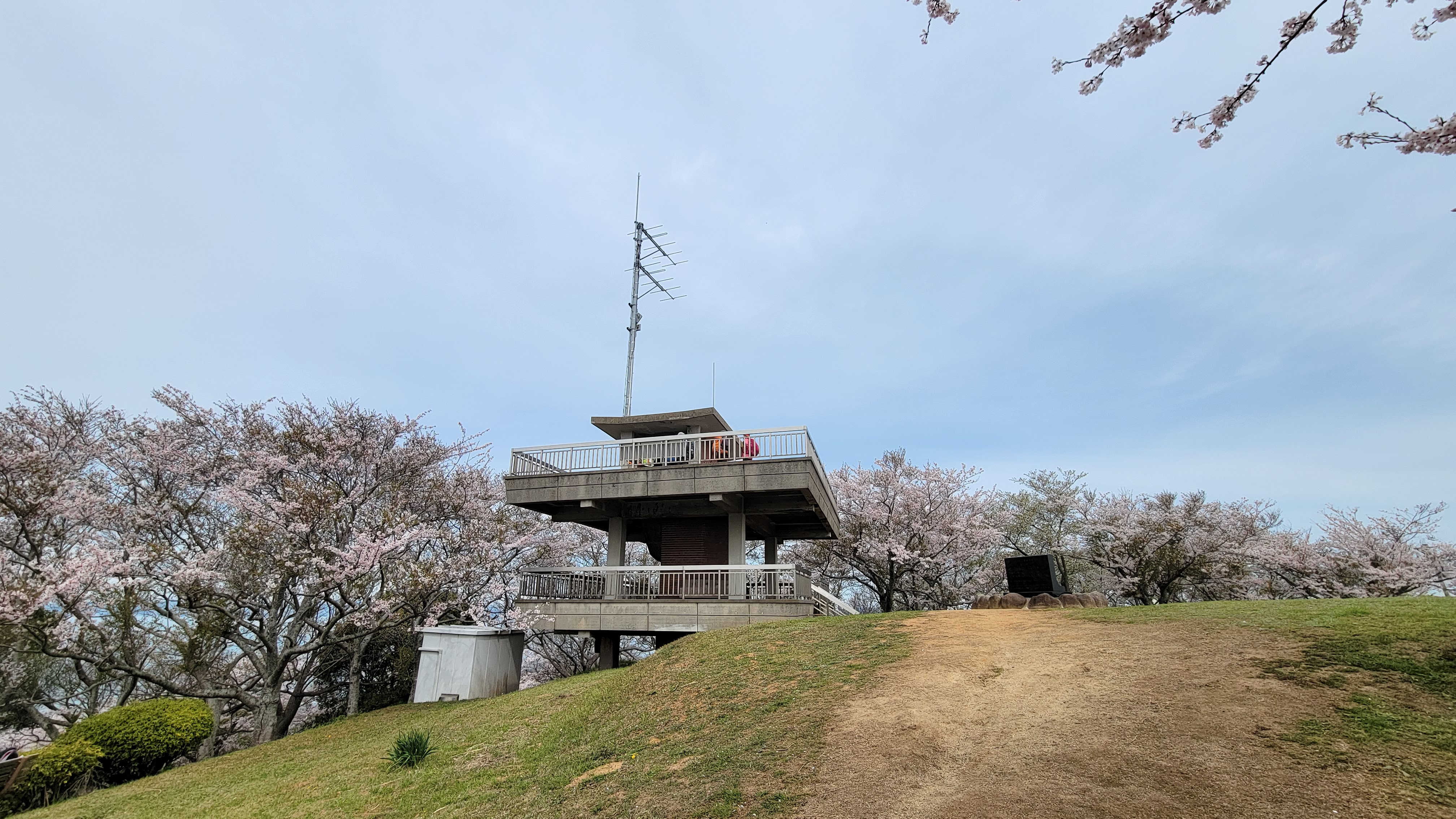
展望台とFMラジオ送信アンテナ

当山にある展望台にはコミュニティ放送局であるFM山陽小野田（FMスマイルウェ～ブ）の送信所が置かれている。
| 放送局名                                | コールサイン | 周波数  | 空中線電力 | ERP  | 放送対象地域                 | 放送区域内世帯数 | 開局年月日   | 置局住所                                 |
| --------------------------------------- | ------------ | ------- | ---------- | ---- | ---------------------------- | ---------------- | ------------ | ---------------------------------------- |
| FM山陽小野田 愛称「FMスマイルウェ～ブ」 | JOZZ8AV-FM   | 89.7MHz | 20W        | 170W | 山陽小野田市及び一部周辺地域 | 約2万3200世帯    | 2012年2月3日 | 山陽小野田市大字小野田字番屋岳山1261番地 |

### 歴史
- 2011年（平成23年）9月22日 - 予備免許交付。
- 2011年（平成23年）12月1日 - 会社設立。
- 2012年（平成24年）2月3日 - 本免許交付及び本放送開始。